# Topiramate
Topiramate, được bán dưới tên thương hiệu Topamax và các thương hiệu khác, là một loại thuốc dùng để điều trị bệnh động kinh và ngăn ngừa chứng đau nửa đầu. Nó cũng đã được sử dụng trong nghiện rượu. Đối với động kinh thuốc này có khả năng chữa động kinh tổng quát hoặc động kinh cục bộ. Nó được uống bằng miệng.
Các tác dụng phụ thường gặp bao gồm ngứa ran, chán ăn, cảm thấy mệt mỏi, đau bụng, rụng tóc và khó tập trung. Tác dụng phụ nghiêm trọng có thể bao gồm tự tử, tăng nồng độ amonia dẫn đến bệnh não và sỏi thận. Sử dụng trong thai kỳ có thể gây hại cho em bé và không nên sử dụng trong thời gian cho con bú. Cách thức hoạt động của thuốc này là không rõ ràng.
Topiramate đã được phê duyệt cho sử dụng y tế tại Hoa Kỳ vào năm 1996. Nó có sẵn như là một loại thuốc gốc. Một tháng cung cấp ở Vương quốc Anh tiêu tốn của NHS khoảng 1,40 bảng mỗi tháng tính đến năm 2019. Tại Hoa Kỳ, chi phí bán buôn của số thuốc này là khoảng 4,00 USD.

## Sử dụng trong y tế
Topiramate được sử dụng để điều trị chứng động kinh ở trẻ em và người lớn, và ban đầu nó được sử dụng như một thuốc chống co giật. Ở trẻ em, nó được chỉ định để điều trị hội chứng Lennox-Gastaut, một rối loạn gây co giật và chậm phát triển. Nó được quy định thường xuyên nhất cho, phòng ngừa chứng đau nửa đầu. Nó làm giảm tần suất của các cơn đau đầu.